# Echinochloa
Echinochloa es un género de plantas herbáceas perteneciente a la familia de las poáceas. Es originario de las regiones templadas.

## Descripción
Es una planta herbácea anual de hasta un metro de altura. En verano y otoño florece con unos racimos de espiguillas todas densas, a menudo ramificadas, y que toman coloraciones rojizas, se caracterizan por la presencia de largos pelos rígidos entre las espiguillas, que les dan un aspecto hirsuto.

## Taxonomía
El género fue descrito por Ambroise Marie François Joseph Palisot de Beauvois y publicado en Essai d'une Nouvelle Agrostographie 53, 161. 1812. La especie tipo es: Echinochloa crus-galli (L.) Beauv.
Etimología
El nombre del género deriva del griego equinos (erizo) y chloé (hierba), aludiendo a la inflorescencia. 
Citología
El número cromosómico básico del género es x = 9, con números cromosómicos somáticos de 2n = 27, 36, 42, 48, 54, 72 y 108, ya que hay especies diploides y una serie poliploide. Cromosomas relativamente "pequeños".

## Especies
- Echinochloa colona (L.) Link
- Echinochloa crus-galli (L.) Beauv.
- Echinochloa crus-pavonis (Kunth) J.A. Schultes
- Echinochloa elliptica Michael et Vick.
- Echinochloa esculenta (A. Braun) H. Scholz
- Echinochloa frumentacea Link
- Echinochloa haploclada Stapf in Prain
- Echinochloa holciformis (Kunth) Chase - zacate camelote de Méjico[3]
- Echinochloa muricata (Beauv.) Fern.
- Echinochloa oplismenoides (Fourn.) A.S. Hitchc.
- Echinochloa oryzicola Vasinger
- Echinochloa oryzoides (Ard.) Fritsch
- Echinochloa paludigena Wieg.
- Echinochloa picta (J. König) P.W. Michael
- Echinochloa polystachya (Kunth) A.S. Hitchc.
- Echinochloa pyramidalis (Lam.) Hitchc. et Chase
- Echinochloa spectabilis (Nees) Link
- Echinochloa spectalibis (Nees) Link
- Echinochloa spiralis Vasinger in Komarov
- Echinochloa stagnina (Retz.) Beauv.
- Echinochloa turneriana (Domin) J. M. Black
- Echinochloa walteri (Pursh) Heller[4][5]